# Volkswagen Talagon

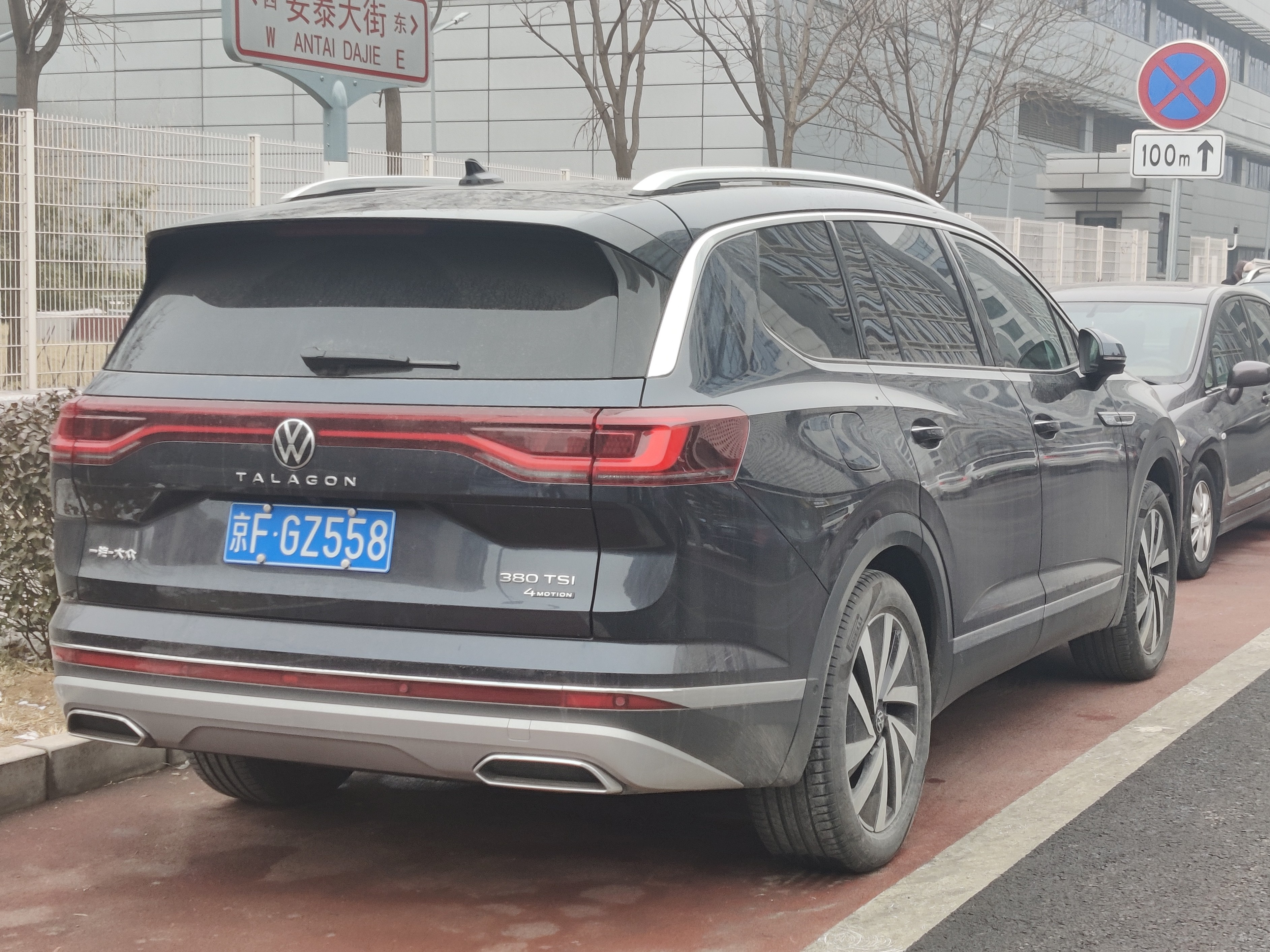
Вид сзади

Volkswagen Talagon — кроссовер немецкого автоконцерна Volkswagen, находящийся в производстве с апреля 2021 года.

## История
В апреле 2019 года был представлен концепт-кар под названием SMV. В апреле 2021 года в Шанхае был представлен первый серийный экземпляр Volkswagen Talagon. Модель базируется на платформе Volkswagen Group MQB Evo в качестве дочерней Volkswagen Atlas.

## Технические характеристики
| Бензиновые двигатели внутреннего сгорания | Бензиновые двигатели внутреннего сгорания | Бензиновые двигатели внутреннего сгорания | Бензиновые двигатели внутреннего сгорания | Бензиновые двигатели внутреннего сгорания | Бензиновые двигатели внутреннего сгорания |
| Модель                                    | Количество/расположение цилиндров         | Двигатель                                 | Мощность                                  | Крутящий момент                           | Трансмиссия                               |
| ----------------------------------------- | ----------------------------------------- | ----------------------------------------- | ----------------------------------------- | ----------------------------------------- | ----------------------------------------- |
| 2.0 '330 TSI'                             | I4                                        | EA888 (DPL)                               | 186 л. с.                                 | 320 Н*м                                   | 7-скор. DSG                               |
| 2.0 '380 TSI'                             | I4                                        | EA888 (DKX)                               | 220 л. с.                                 | 350 Н*м                                   | 7-скор. DSG                               |
| 2.5 '530 V6'                              | VR6                                       | EA390 (DPK/DDK)                           | 299 л. с.                                 | 500 Н*м                                   | 7-скор. DSG                               |